# Arua

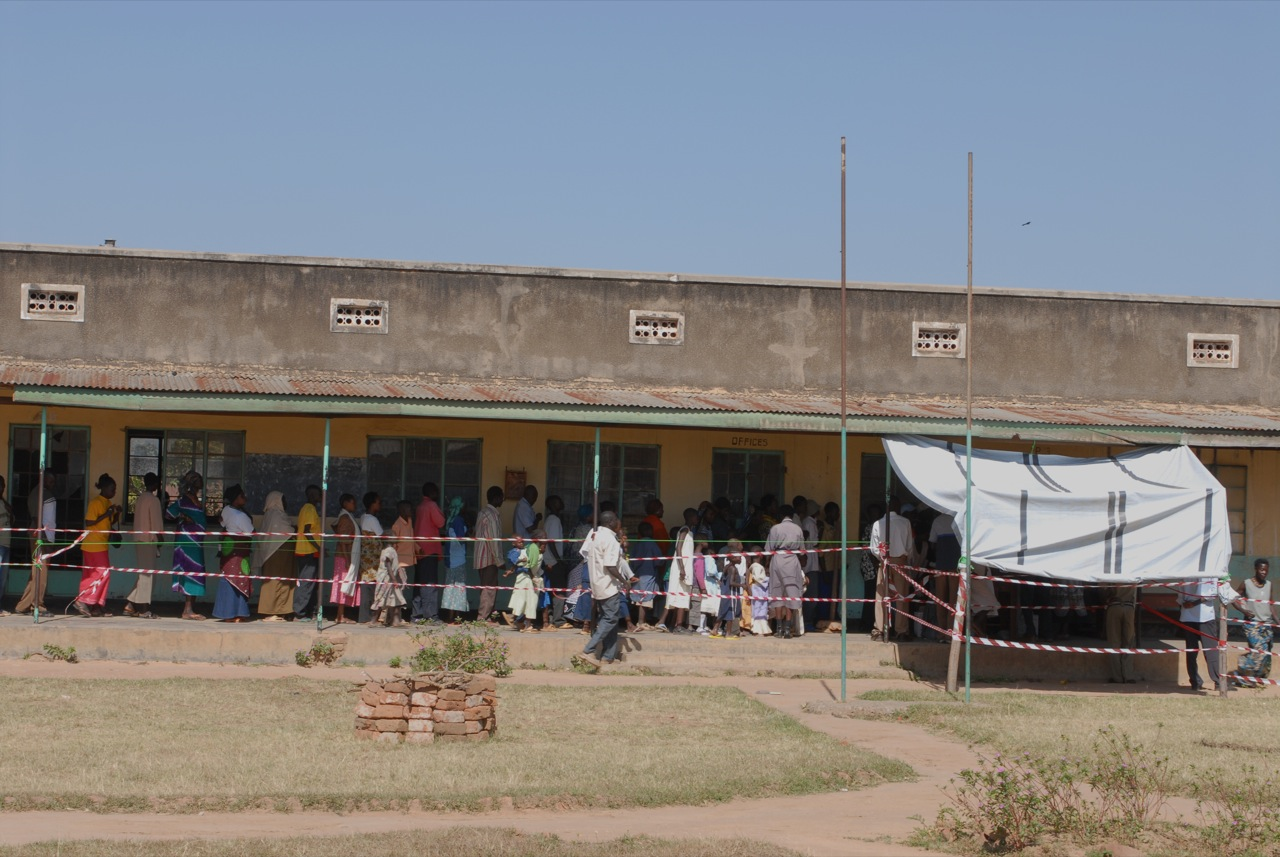
Warteschlange für Impfungen gegen die Hirnhautentzündung in Arua

Arua ist eine Stadt im Nordwesten Ugandas nahe der Grenze zur Demokratischen Republik Kongo mit etwa 55.600 Einwohnern (Schätzung 2005). Sie ist die Hauptstadt des gleichnamigen Distrikts Arua und katholischer Bischofssitz.
In der Stadt existiert ein Regionalflughafen mit täglich mehrfachen Linienflügen mehrerer ugandischer Inlandsfluglinien nach Entebbe. Arua ist Ziel- bzw. Startpunkt aller Überlandbusverbindungen von/nach Kampala in den Nordwesten des Landes. Als wirtschaftliches Zentrum beherbergt die Region viele Flüchtlinge aus dem Südsudan und aus der DR Kongo und ist Standort von mehreren nichtstaatlichen Organisationen. Auch die westlich angrenzende Region rund um die Stadt Aru im Nordosten der DR Kongo bezieht einen großen Teil aller Waren über die Stadt Arua und ist für (Land-)Fahrzeuge nur von Uganda aus zu erreichen.

## Persönlichkeiten
- Sadat Anaku (* 2000), Fußballspieler

## Bevölkerungsentwicklung
| Jahr           | Einwohner |
| -------------- | --------- |
| Zensus 1991    | 22.217    |
| Zensus 2002    | 43.929    |
| Schätzung 2005 | 55.583    |